# Michael Tschesno-Hell

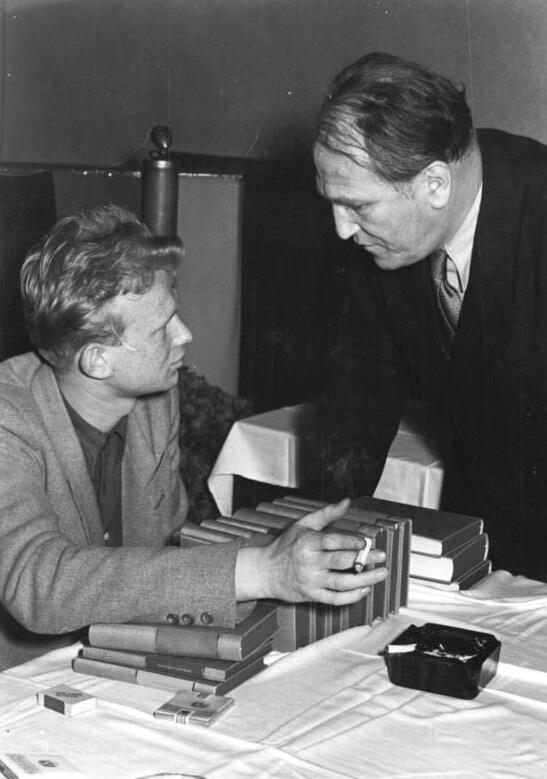
Michael Tschesno-Hell (stehend) mit dem Autor Heinz Kahlau, 1952

Michael Tschesno-Hell (* 17. Februar 1902 in Wilna; † 24. Februar 1980 in Ost-Berlin) war ein deutscher Drehbuchautor und Kulturfunktionär der DDR.

## Leben
Michael Tschesno-Hell stammte aus einer verarmten jüdischen Kleinbürgerfamilie in Wilna, der Hauptstadt des russischen Gouvernements Wilna. Der Vater hieß wahrscheinlich Noah. Die Familie emigrierte nach dem Ersten Weltkrieg aus der von Polen annektierten Heimatstadt nach Deutschland. Schon in der Jugend schloss sich Tschesno-Hell kommunistischen Verbänden an. Später studierte er Jura an den Universitäten in Jena und Leipzig und trat 1922 als Werkstudent der Kommunistischen Partei Deutschlands (KPD) bei. Während der Weimarer Republik arbeitete Tschesno-Hell für verschiedene kommunistische Zeitungen, war als Übersetzer sowie als Fabrik- und Landarbeiter tätig. 
Das seinem Namen hinzugefügte Pseudonym Tschesno spielte auf das russische Wort tschestno (,ehrlich‘) an. Seit Anfang der 1930er Jahre war er für den sowjetischen Militär-Nachrichtendienst GRU unter den Decknamen Mischa und Swetly (russisch: ,Hell‘) tätig. Er veröffentlichte unter dem Pseudonym Michael Swetly und verwendete außerdem die Namen Mischa Tschesno und Alexander Chesnow.
Nach der Machtergreifung der Nationalsozialisten floh er mit seiner Ehefrau nach Frankreich, wo er im Mai 1940 zusammen mit Peter Gingold und Stephan Hermlin (damals noch Rolf Leder) nach der vorhergegangenen Internierung im Buffalo-Stadion bei Paris ins Internierungslager Camp de la Braconne eingeliefert wurde. Gingold und er wurden Ende Mai/Anfang Juni 1940 als Prestataire dienstverpflichtet und in das Internierungslager Langlade verlegt.
Gingold wurde im September 1940 aus dem Lager entlassen, und Tschesno-Hell konnte 1942 zusammen mit seiner Familie in die Schweiz flüchten, wo er bis 1945 lebte. Hier wurde er gemeinsam mit Stephan Hermlin und Hans Mayer Herausgeber der Schrift Über die Grenzen. Zum Kriegsende ging er in die Sowjetische Besatzungszone, wo er 1945 als Vizepräsident der Zentralverwaltung für Umsiedler eingesetzt wurde. 1947 wurde Hell zum Leiter des neu gegründeten Verlag Volk und Welt in Ostberlin berufen, den er selbst mitgegründet hatte. Seit 1950 war Hell, der seit 1946 der Sozialistischen Einheitspartei Deutschlands (SED) angehörte, als Schriftsteller und Drehbuchautor tätig und wohnte auch in der sogenannten „Intelligenzsiedlung“ in Berlin-Schönholz, zu der auch die Straße 201 gehört. Grundhaltung der Werke Tschesno-Hells war dabei die Glorifizierung der Sowjetunion und der Roten Armee sowie die Heroisierung der kommunistischen Bewegung und von Funktionären der KPD wie Karl Liebknecht und Ernst Thälmann.

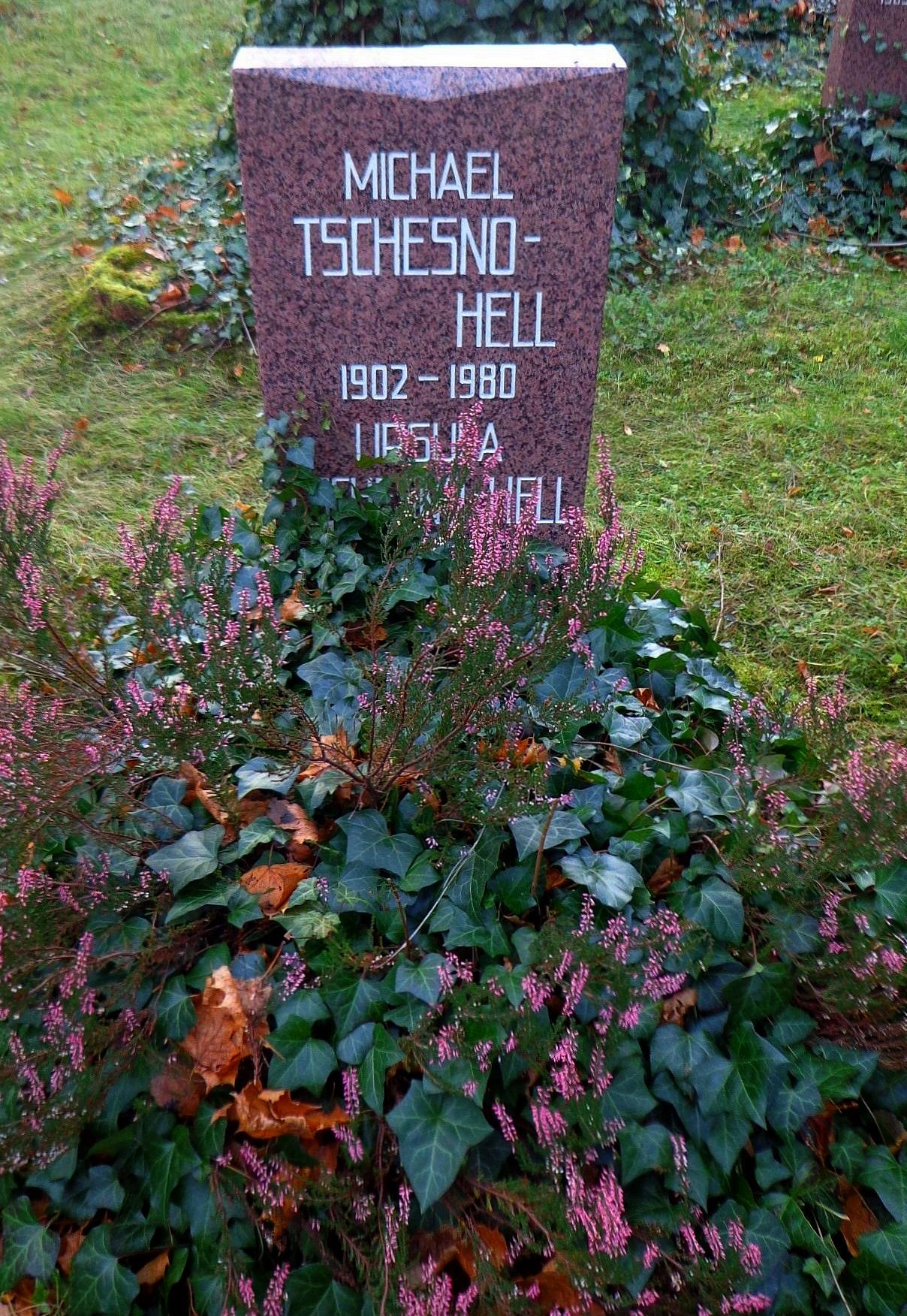
Grabstätte

Zwischen 1967 und 1972 war Tschesno-Hell Präsident des Verbandes der Film- und Fernsehschaffenden der DDR. Er gehörte dem Vorstand des Schriftstellerverbandes der DDR an. Tschesno-Hell war Träger zahlreicher hoher staatlicher Auszeichnungen.
Bis etwa 1950 war er mit Rita Tschesno verheiratet. Von 1951 bis 1954 war er mit der Illustratorin Ingeborg Meyer-Rey verheiratet. Mit seiner langjährigen Ehefrau Ursula Tschesno-Hell schrieb er gemeinsam an Drehbüchern, darunter Die Mutter und das Schweigen.
Seine Urne wurde in der Grabanlage Pergolenweg des Berliner Zentralfriedhofs Friedrichsfelde beigesetzt.
Sein schriftlicher Nachlass befindet sich im Archiv der Akademie der Künste in Berlin.

## Drehbücher und Szenarios
- 1954: Ernst Thälmann – Sohn seiner Klasse
- 1955: Ernst Thälmann – Führer seiner Klasse
- 1956: Der Hauptmann von Köln
- 1965: Die Mutter und das Schweigen, mit Ursula Tschesno-Hell
- 1965: Solange Leben in mir ist
- 1969: Der Maler mit dem Stern
- 1972: Trotz alledem!

## Auszeichnungen
- 1954: Nationalpreis der DDR I. Klasse für Ernst Thälmann – Sohn seiner Klasse im Kollektiv
- 1954: Thälmann-Medaille
- 1957: Nationalpreis der DDR II. Klasse für Der Hauptmann von Köln im Kollektiv
- 1958: Medaille für Kämpfer gegen den Faschismus 1933 bis 1945
- 1959: Vaterländischer Verdienstorden in Bronze
- 1962: Banner der Arbeit
- 1965: Ehrennadel der Gesellschaft für Deutsch-Sowjetische Freundschaft in Gold
- 1966: Nationalpreis der DDR II. Klasse für Die Mutter und das Schweigen mit Erika Dunkelmann
- 1966: Goldener Lorbeer des Deutschen Fernsehfunks für Die Mutter und das Schweigen, zusammen mit Ursula Tschesno-Hell[10]
- 1966: Nationalpreis der DDR II. Klasse für Solange Leben in mir ist im Kollektiv
- 1966: Johannes-R.-Becher-Medaille
- 1969: Vaterländischer Verdienstorden in Gold
- 1972: Kunstpreis des FDGB für Trotz alledem! mit Jürgen Brauer und Günter Reisch
- 1972; Stern der Völkerfreundschaft
- 1977: Karl-Marx-Orden
- 1979: Goethepreis der Stadt Berlin